# Рейкс, Джордж
Джордж Ба́ркли Рейкс (англ. George Barkley Raikes; 14 марта 1873 — 18 декабря 1966) — английский футболист, крикетист и священник. Выступал за крикетные клубы графства Хэмпшир и «Оксфорд Юниверсити», за футбольные клубы «Оксфорд Юниверсити», «Уиндем Таун», «Кэжуалз» и «Коринтиан», также провёл четыре игры за футбольную сборную Англии.

## Биография
Родился в Карлтон Форхо (графство Норфолк) в семье священнослужителя Фрэнсиса Рейкса. Окончил школу Шрусбери, где был капитаном крикетной команды, а также играл в футбол на позиции вратаря. Ещё во время учёбы в Шрусбери начал выступать за крикетный клуб графства Норфолк. После окончания школы поступил в колледж Магдалины Оксфордского университета.
Во время учёбы в Оксфорде с 1893 года по 1896 год играл за крикетный клуб «Оксфорд Юниверсити». С 1895 по 1897 год выступал за крикетный клуб графства Норфолк, с 1900 по 1902 год — за крикетный клуб графства Хэмпшир. В 1904 году вернулся к выступлениям за крикетный клуб Норфолка, за который играл до 1913 года.
Во время учёбы в Оксфорде Рейкс играл за футбольную команду университета — «Оксфорд Юниверсити», регулярно выступая за неё с 1893 по 1896 год. На клубном уровне также играл за футбольные клубы «Кэжуалз», «Коринтиан», «Уиндем Таун», а также за команду футбольной ассоциации Норфолка. В возрасте 23 лет завершил карьеру игрока, чтобы сосредоточиться на исполнении обязанностей священнослужителя. Сообщалось, что у него был слабый удар ногой, но мощный удар рукой, и он любил выбивать мяч рукой прямо на половину поля соперника.
18 марта 1895 года Рейкс дебютировал за футбольную сборную Англии в матче Домашнего чемпионата против сборной Уэльса, который прошёл в Лондоне и завершился вничью со счётом 1:1. 7 марта 1896 года сыграл против сборной Ирландии в Белфасте, англичане победили в том матче со счётом 2:0. 16 марта 1896 года сыграл против Уэльса в Кардиффе (разгромная победа Англии со счётом 9:1). 4 апреля 1896 года провёл свой четвёртый и последний матч за национальную сборную, в котором Шотландия на стадионе «Селтик Парк» в Глазго обыграла Англию со счётом 2:1.
В 1897 году был рукоположен в сан англиканского священника. До 1905 года был куратом в Портси. Затем был назначен капелланом герцога Портленда, пробыв в этой должности до 1920 года. Затем стал ректором прихода Берг Аптон в Норфолке, пробыв в этой должности до 1936 года. Умер в Ламиатте (графство Сомерсет) 18 декабря 1966 года в возрасте 93 лет.

## Достижения
Сборная Англии
- Победитель Домашнего чемпионата Великобритании: 1895